# Peter Medak
Peter Medak, nato Medák Péter (Budapest, 23 dicembre 1937), è un regista ungherese naturalizzato britannico.

## Biografia
Nato a Budapest da una famiglia ebrea emigra in Inghilterra dopo le rivolte del 1956. Comincia il suo apprendistato nei primi anni sessanta, collaborando tra le altre cose alla versione de Il fantasma dell'opera diretta da Terence Fisher in qualità di secondo aiuto regista. Dopo aver lavorato in ambito televisivo, debutta nel 1968 con Negatives, film interpretato da Glenda Jackson e dirige il suo primo successo nel 1972, una feroce satira dell'establishment britannico, intitolata La Classe dirigente. Considerato come il regista britannico di origini ungheresi più interessante dopo la lunga influenza di Alexander Korda , si riferirà spesso alla storia dell'Inghilterra con un occhio caustico e feroce, come nel caso di The Krays, film interpretato dai fratelli Martin Kemp e Gary Kemp e dedicato ai gemelli Kray, fratelli criminali che terrorizzarono l'east end londinese degli anni sessanta.

## Vita privata
La sua prima moglie, Katherine LaKermance, con cui si è sposato nel 1963, è deceduta nel 1972. Dal 1973 al 1984 è stato sposato con l'attrice Carolyn Seymour, dalla quale ha divorziato. Anche il suo terzo matrimonio, quello con la cantante lirica Julia Migenes, si è chiuso con un divorzio, avvenuto nel 2003.

## Filmografia

### Cinema
- Negatives (1968)
- La classe dirigente (The Ruling Class) (1972)
- A Day in the Death of Joe Egg (1972)
- Ghost in the Noonday Sun (1973) - (distribuito nel 1985)
- Sporting Chance (1975)
- The Odd Job (1978)
- Changeling (1980)
- Zorro mezzo e mezzo (Zorro, the Gay Blade) (1981)
- Men's Club (The Men's Club) (1986)
- The Krays - I corvi (The Krays) (1990)
- La voix humaine (1990)
- Let Him Have It (1991)
- Triplo gioco (Romeo Is Bleeding) (1993)
- Pontiac Moon (1994)
- Species II (1998)
- The Ghost of Peter Sellers - documentario (2018)

### Televisione
- La terza ragazza a sinistra (The Third Girl from the Left) (1973)
- Spazio 1999 (due episodi della seconda stagione) (1976-1977)
- Cuore e batticuore (Hart to Hart) (1982; 4 episodi)
- Ai confini della realtà (The Twilight Zone) (1985-1987; 7 ep.)
- The Hunchback (1997)
- David Copperfield (2000)
- Sesso & bugie a Las Vegas (Sex and Lies in Sin City: the Ted Binion Scandal) (2008)